# Quartier du Bel-Air

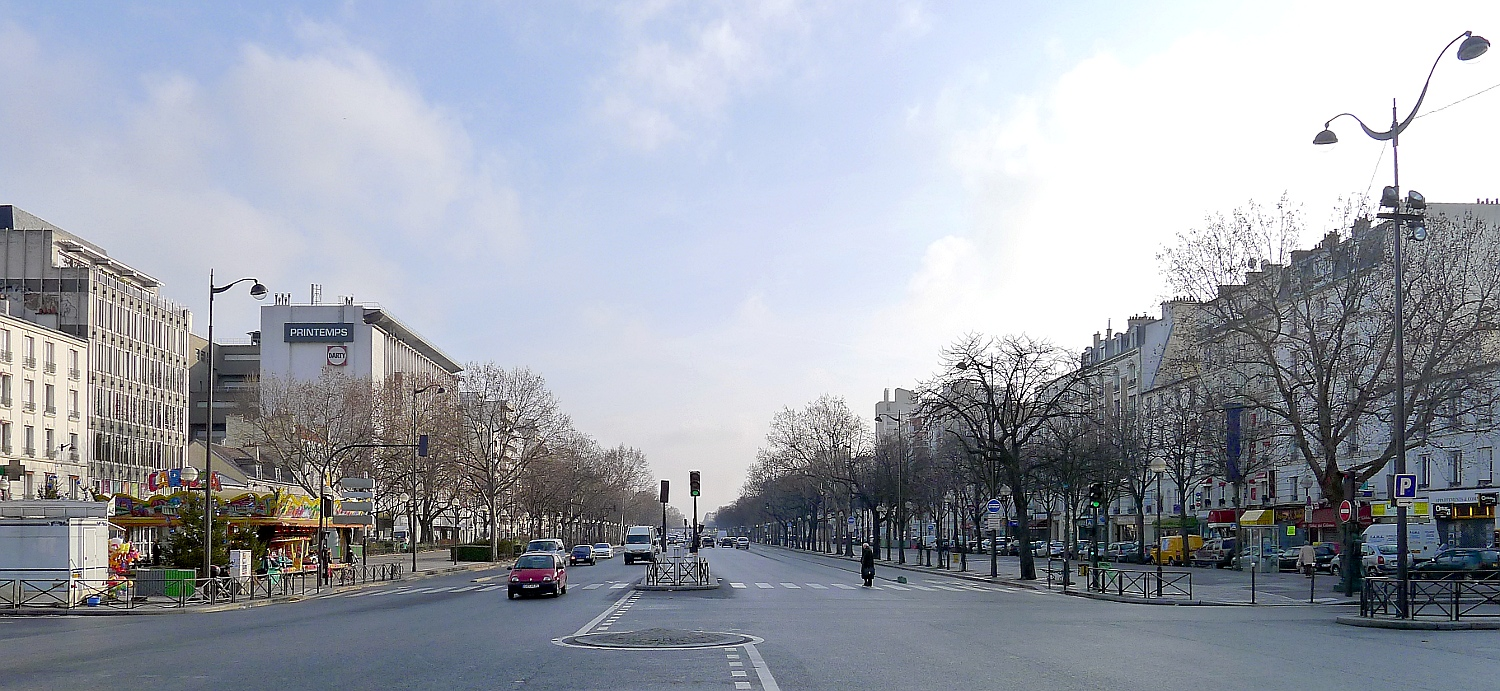
Cours de Vincennes

Quartier du Bel-Air (čtvrť Bel-Air) je 45. administrativní čtvrť v Paříži, která je součástí 12. městského obvodu. Má rozlohu 138,6 ha a její hranice tvoří Bois de Vincennes na jihu a ulice Rue de Picpus a Boulevard de Picpus na západě, Cours de Vincennes na severu a Boulevard périphérique na východě.
Z administrativního hlediska je Bois de Vincennes rozdělen mezi čtvrť Bel-Air (severní část) a čtvrť Picpus (jižní část), ovšem jeho 995 hektarů se nezapočítává do rozlohy obou čtvrtí. Park byl k 12. obvodu připojen v roce 1929.

## Historie
Čtvrť Bel-Air a sousední čtvrť Picpus byly původně součástí sousedního města Saint-Mandé. Po dokončení výstavby hradeb kolem Paříže v roce 1844 se ocitly uvnitř opevnění. V roce 1860 byly připojeny k Paříži jako její součásti, neboť hradby se staly oficiální hranicí města.

## Vývoj počtu obyvatel
| Rok sčítání | Počet obyvatel | Hustota zalidnění (ob./km²) |
| ----------- | -------------- | --------------------------- |
| 1954        | 37 240         | 26 869                      |
| 1962        | 38 193         | 27 556                      |
| 1968        | 37 856         | 27 313                      |
| 1975        | 36 840         | 26 580                      |
| 1982        | 34 880         | 25 166                      |
| 1990        | 34 174         | 24 657                      |
| 1999        | 33 976         | 24 514                      |